# Collegio di Clwyd East
Clwyd East è un collegio elettorale gallese, rappresentato alla Camera dei Comuni del Parlamento del Regno Unito. Elegge un membro del Parlamento con il sistema first-past-the-post, ossia maggioritario a turno unico; l'attuale parlamentare è Becky Gittins, del Partito Laburista, eletta nel 2024.

## Estensione
Il collegio è costituito dalle seguenti aree:
- i ward del Denbighshire di Dyserth, Llandyrnog, Prestatyn Central, Prestatyn East, Prestatyn Meliden, Prestatyn North, Prestatyn South West, Tremeirchion, Llanarmon-yn-Ial/Llandegla, Llanbedr Dyffryn Clwyd/Llangynhafal, Llanfair Dyffryn Clwyd/Gwyddelwern, Llangollen e Ruthin;
- i ward del Flintshire di Argoed, Brynford, Caerwys, Cilcain, Ffynnongroyw, Greenfield, Gronant, Gwernaffield, Gwernymynydd, Halkyn, Holywell Central, Holywell East, Holywell West, Leeswood, Mold Broncoed, Mold East, Mold South, Mold West, Mostyn, New Brighton, Northop, Northop Hall, Trelawnyd and Gwaenysgor e Whitford;
- i ward del distretto di contea di Wrexham di Llangollen Rural.

## Membri del parlamento
| Elezione | Elezione | Deputato      | Partito   |
| -------- | -------- | ------------- | --------- |
|          | 2024     | Becky Gittins | Laburista |

## Risultati elettorali

### Elezioni negli anni 2020
| Partito                    | Partito                                      | Candidato                  | Risultati 4 luglio 2024 | Risultati 4 luglio 2024 |
| Partito                    | Partito                                      | Candidato                  | Voti                    | %                       |
| -------------------------- | -------------------------------------------- | -------------------------- | ----------------------- | ----------------------- |
|                            | Laburista                                    | Becky Gittins              | 18 484                  | 38,65                   |
|                            | Conservatore                                 | James Davies               | 13 862                  | 28,99                   |
|                            | Reform UK                                    | Kirsty Walmsley            | 7 626                   | 15,95                   |
|                            | Plaid Cymru                                  | Paul Penlington            | 3 733                   | 7,81                    |
|                            | Lib Dem                                      | Alec Dauncey               | 1 859                   | 3,89                    |
|                            | Verde                                        | Lee Lavery                 | 1 659                   | 3,47                    |
|                            | Indipendente                                 | Rob Roberts                | 599                     | 1,25                    |
|                            |                                              |                            |                         |                         |
| Iscritti                   | Iscritti                                     | Iscritti                   | 76 150                  | 100,00                  |
| ↳ Votanti (% su iscritti)  | ↳ Votanti (% su iscritti)                    | ↳ Votanti (% su iscritti)  | 47 822                  | 62,80                   |
| ↳ Astenuti (% su iscritti) | ↳ Astenuti (% su iscritti)                   | ↳ Astenuti (% su iscritti) | 28 328                  | 37,20                   |
|                            |                                              |                            |                         |                         |
|                            | Esito: collegio a Laburista (nuovo collegio) |                            |                         |                         |